# Friedrich Gerhard
Friedrich Gerhard (24 luglio 1884 – 16 maggio 1950) è stato un cavaliere tedesco.

## Palmarès
- Oro a Berlino 1936 nel dressage a squadre.
- Argento a Berlino 1936 nel dressage individuale.